# 臨界ミセル濃度
コロイド化学および表面化学において、臨界ミセル濃度（りんかいミセルのうど、英: critical micelle concentration、略称: CMC）は、ミセルが形成され、系に加えられた全ての追加の界面活性剤がミセルとなる界面活性剤の濃度として定義される。
CMCは界面活性化剤の重要な特性である。CMCに到達する前は、表面張力は界面活性化剤の濃度によって大きく変化する。CMCに到達した後は、表面張力は比較的一定を保つかあるいはより緩やかに変化する。ある溶媒中におけるある分散剤に対するCMCの値は、温度や圧力に依存し、（時には強力に）その他の界面活性剤や電解質の濃度に依存する。ミセルは臨界ミセル温度を超えている時にのみ形成される。
例えば、水中（添加剤や塩を含まない）、25 °C、大気圧でのドデシル硫酸ナトリウムのCMCの値は、8×10−3 mol/Lである。
脂質（両親媒性分子）の集合の研究は脂質多形として知られている。

## 解説
界面活性剤を系に導入すると、これらはまず界面へと分散し、
1. 界面のエネルギー（面積かける表面張力として計算される）の低下
2. 界面活性剤の疎水性部分と水との接触を避ける

ことによって系の自由エネルギーを低下させる。
続いて、界面活性剤によって覆われた表面が増加すると、表面自由エネルギー（表面張力）は減少し、界面活性剤はミセルへと集合し始め、ゆえに界面活性剤の疎水性部分と水との接触面積を減少させることによって系の自由エネルギーを再び減少させる。CMCに到達すると、さらなる界面活性剤の追加は単にミセルの数（理想的な場合）を増加させる。
CMCの理論的定義がいくつか存在する。よく知られた定義の一つは、CMCを以下の条件下での界面活性剤の総濃度とするものである。
if C = CMC, (d3F/dCt3) = 0
F = a[ミセル] + b[単量体]: 界面活性剤溶液の関数
Ct: 総濃度
a, b: 比例定数
aおよびbが電気伝導率や光化学的特性といった溶液の性質に依存するため、CMCは一般的に試料を測定する手法に依存する。集合の度合いが単分散の時は、CMCは測定の手法にはよらない。一方、集合の度合いが多分散の時は、CMCは測定の手法および分散の双方と関連する。
CMCはミセルの形成が始まる際のバルク中の界面活性剤の濃度である。界面活性剤はバルクと界面の間で分散するためこの「バルク」という単語は重要であり、CMCは界面からは独立しており、ゆえに界面活性分子の特性である。表面張力の測定あるいは伝導率測定といったほとんど状況においては、界面における界面活性剤の量はバルク中の量と比較して無視でき、CMCは総濃度によって近似できる。
界面面積が大きく、界面における界面活性剤の量が無視できない場合もある。例えば、CMCを超える濃度の界面活性剤溶液に溶液の底から空気の泡を吹き込んだ場合、これらの泡は表面へ上昇すると界面活性剤をバルクから溶液の上端へ引っ張り出し表面に泡を形成する。ゆえに、バルク中の濃度はCMCより低い値となる。これは廃水から界面活性剤を除去する最も簡単な方法の一つである。

## 推薦文献
- S.A. Baeurle, J. Kroener, "Modeling effective interactions of micellar aggregates of ionic surfactants with the Gauss-Core potential", Journal of Mathematical Chemistry. 36, 409-421 (2004).